# Cekcynek
Cekcynek – wieś w Polsce położona w województwie kujawsko-pomorskim, w powiecie tucholskim, w gminie Cekcyn, nad jeziorem Cekcyńskim Wielkim.
Miejscowość formalnie utworzono 1 stycznia 2013.